# Pentaeder
Pentaeder (tudi peterec) je v geometriji polieder s petimi stranskimi ploskvami. Ker ne obstaja polieder s tranzitivnimi stranskimi ploskvami, ki bi imel pet stranic in ker ni druge topološke vrste, se ta izraz redkeje uporablja kot tetraeder ali oktaeder.
Če so stranske ploskve pravilni mnogokotniki, se lahko tvori dve topološki vrsti. To sta Johnsonova kvadratna piramida in tristrana prizma. Lahko se konstruira tudi različne variacije, če se uporabi nepravilne stranske ploskve.      
| ime                                  | slika | oglišča | robovi | stranske ploskve | število stranskih ploskev |
| ------------------------------------ | ----- | ------- | ------ | ---------------- | ------------------------- |
| kvadratna piramida (družina piramid) |       | 5       | 8      | 5                | 4 trikotniki 1 kvadrat    |
| tristrana prizma (družina prizem)    |       | 6       | 9      | 5                | 2 trikotnika 3 kvadrati   |

Kvadratno piramido se lahko obravnava kot tristrano prizmo, ki se ji je en rob zrušil v točko, pri tem pa se je izgubil en rob in eno oglišče, ter sta se dva kvadrata spremenila v trikotnike.

## Hozoeder
Topološko obstaja tudi tretja oblika s petimi stranskimi ploskvami, ki so kot polieder degenerirane. To je kot sferno tlakovanje stranskih ploskev dvokotnika. Imenuje se petstrani hozoeder s Schläflijevim simbolom {2,5}. Ima dve antipodni točki oziroma oglišči, pet robov in pet dvokotni stranski ploskvi. 